# 萊翁十三世區
萊翁十三世區（西班牙語：León XIII），是哥斯達黎加的一個區，位於該國中部聖何塞省，面積0.60平方公里，海拔高度1,158米，2005年人口18,584，人口密度每平方公里30,973.33人。